# 孟欒
孟欒（?—?），一作孟鸾。字龙儿，北魏宦官。
孟欒年幼时坐事充阉人，因为谨敏被宦官王遇赏识。灵太后胡氏执政临朝，他担任左中郎将、给事中。平素有病，脸色常常黯黑。在值勤时，突然半身不遂，回家即暴疾而亡，胡太后为他涕泪俱下。

## 延伸阅读
[在维基数据编辑]
 《魏書·卷94》，出自魏收《魏书》
 《北史·卷092》，出自李延壽《北史》